# Marki (Mszana Dolna)
Marki – część miasta Mszana Dolna (SIMC 0961053) w województwie małopolskim, w powiecie limanowskim, położona na pograniczu Mszany Dolnej i Raby Niżnej. 
Od od nazwy Marki został nazwany otwarty w 1985 r. przystanek kolejowy Mszana Dolna Marki na linii kolejowej nr 104 tzw. ,,Galicjanki'' (daw. Marki). 